# (12451) 1996 YF
(12451) 1996 YF est un astéroïde de la ceinture principale d'astéroïdes découvert en 1996.

## Description
(12451) 1996 YF a été découvert le 20 décembre 1996 à l'observatoire astronomique d'Ōizumi, situé à Ōizumi, dans la préfecture de Gunma, au Japon, par Takao Kobayashi.

### Caractéristiques orbitales
L'orbite de cet astéroïde est caractérisée par un demi-grand axe de 2,26 UA, un périhélie de 1,99 UA, une excentricité de 0,12 et une inclinaison de 5,72° par rapport à l'écliptique. Du fait de ces caractéristiques, à savoir un demi-grand axe compris entre 2 et 3,2 UA et un périhélie supérieur à 1,666 UA, il est classé, selon la JPL Small-Body Database, comme objet de la ceinture principale d'astéroïdes.

### Caractéristiques physiques
(12451) 1996 YF a une magnitude absolue (H) de 14,3 et un albédo estimé à 0,256.